# 태국의 세계유산

태국의 세계유산은 유네스코에서 지정한 태국의 세계유산이다. 태국은 3건의 문화유산과 3건의 자연유산이 등재되어 있다.

## 목록

### 문화유산
| No. | 사진 | 등록명             | 소재지              | 등록년도 | 등록기준 | 유네스코 지정번호 | 비고 |
| 1   |      | 수코타이 역사 도시 | 수코타이주 깜팽펫주 | 1991년   | (ⅰ), (ⅲ) | 574               |      |
| 2   |      | 아유타야 역사 도시 | 아유타야주          | 1991년   | (ⅲ)      | 576               |      |
| 3   |      | 반치앙 고고 유적   | 우돈타니주          | 1992년   | (ⅲ)      | 591               |      |

### 자연유산
| No. | 사진                                        | 등록명                              | 소재지                                                              | 등록년도 | 등록기준     | 유네스코 지정번호 | 비고 |
| 1   |                                             | 퉁야이 후아이카캥 야생동물 보호구역 | 깐짜나부리주 딱주 우타이타니주                                      | 1991년   | (ⅶ), (ⅸ),(ⅹ) | 591               |      |
| 2   | Medium-sized waterfall in a tropical forest | 동파야옌 카오야이 숲                | 사라부리주 나콘랏차시마주 나콘나욕주 쁘라찐부리주 사깨오주 부리람주 | 2005년   | (ⅹ)          | 590               |      |
| 3   |                                             | 카엥 크라찬 국립공원                | 랏차부리주 펫차부리주 쁘라쭈압키리칸주                              | 2021년   | (ⅹ)          | 1461              |      |